# Diane Descôteaux
Pour les articles homonymes, voir Descôteaux.
Diane Descôteaux, née le 3 novembre 1956 à Asbestos au Québec, est une poète classique et haïjin québécoise.

## Biographie
Diane Descôteaux est née à Asbestos (devenue Val-des-Sources) le 3 novembre 1956. Diplômée de l’Université du Québec à Trois-Rivières en communication écrite (2006), elle est une poète classique et haïjin québécoise,,.
Elle est l'autrice de 21 œuvres, traduites en anglais, en créole et en roumain. En plus de signer plusieurs préfaces, elle collabore à plus de 500 revues et anthologies et cumule plus de 200 prix littéraires dans la francophonie au Québec, au Canada et à l'étranger (France, Italie, Japon, Sénégal, etc.),,. La poète offre également des services d’accompagnement littéraire personnalisé en plus d'animer « des ateliers d’écriture de haïku dans les écoles, les bibliothèques, les festivals et les salons du livre, au Québec comme sur la scène internationale (Haïti en 2008, Cameroun en 2009, Lyon en 2010, Roumanie en 2013) »,,,,,.
Parmi ses nombreuses œuvres publiées, on retrouve notamment Averse d'étoiles (Laval, Teichtner, 2005), Haïti pour toujours (Port-au-Prince, Éditions Choucoune, 2010), ...le chant du cygne (Saint-Sauveur-des-Monts, Éditions du Grand Ruisseau, 2023), « un recueil de poèmes qui manie les références à la nature et aux saisons » ainsi que Brin de paille dans les cheveux (Paris, L'Harmattan) explorant « les rapports intimes entre l’homme et la femme à travers le plus petit poème du monde, soit le haïku ». En 2021, elle collabore avec Jocelyne Aquin à la publication de Jusqu’au bout de moi (Éditions des petits nuages), un témoignage sincère et touchant autour de l'expérience du cancer. Descôteaux est également publiée dans l'anthologie européenne Introspection, un recueil collectif écrit par des poètes traitant des femmes et de la poésie. « Le livre retrace des parcours féminins fictifs et réels par l'entremise de poèmes traditionnels et subversifs ».
En 2013, Descôteaux obtient une subvention de la MRC de Drummond « pour son projet de haïku qui sera gravé sur une stèle et exposé sur un site municipal de Notre-Dame-du-Bon-Conseil ». La poète souhaite ainsi « offrir à ses concitoyens une manière de développer un sentiment d'appartenance à leur village ».  
À l'hiver 2015, Diane Descôteaux est invitée par Alexandre Cusson, le maire de Drummondville, à lire des poèmes avant l'adoption de l'ordre du jour au conseil municipal, en remplacement de la période de réflexion (qui elle-même a pris la place de l'ancienne période de prière). En 2024, la MRC de Drummond installe des panneaux pour exposer le travail d'artistes et d'auteurs locaux, dont un extrait poétique de Diane Descôteaux qui fut choisi à l'automne 2023 par des citoyens lors d'un événement de médiation culturelle.
Diane Descôteaux est membre de l'Union des écrivaines et des écrivains québécois (UNEQ), de l’Association Francophone de Haïku, de Haiku Canada et de l’Association des auteures et auteurs de l’Ontario français (AAOF),.

### Implication dans le milieu littéraire
Très engagée dans le milieu littéraire québécois et international, Diane Descôteaux réalise de nombreux projets et initiatives artistiques en parallèle de sa pratique d'écriture. Elle donne un atelier de poésie portant sur le haïku à la Bibliothèque nationale d’Haïti en 2008 à Port-au-Prince. Puis, en 2009, elle est ambassadrice de la littérature en Haïti. Elle a « la chance de fouler le sol haïtien » et d'y être « accueille par des gens bien connus et influents dans le milieu littéraire et politique. Cette visite, organisée par les associations Passerelles / ACLAC et Liberté Action Culture » lui permet « d'exporter un peu de ses connaissances littéraires japonisantes » en Haïti.  
Comme spécialiste du haïku, elle s'implique au sein de l'organisme Haïku Canada, que ce soit en rédigeant une recension d'ouvrage pour la revue Haïku Canada Review ou en participant à une table ronde, comme elle l'a fait en 2022 lors de la Conférence Haïku Canada.
De 2004 à 2006, elle est codirectrice de la revue Carquois, puis de 2012 à 2015, elle est vice-présidente de la Fédération québécoise du loisir littéraire. En 2011, elle est nommée Ambassadrice honoraire de la Fondation Naji Naaman au Liban. Finalement, elle est administratrice du Conseil régional de la Culture Centre-du-Québec de 2014 à 2015.

### Réception critique et reconnaissance
L'écriture de Descôteaux éveille les sens et les émotions. Dans ses œuvres, elle aborde notamment les thématiques « des liens amoureux, des relations humaines, de nature et de paysage ». De plus, dans Le Nouvelliste, Charles Wébert mentionne que « Diane Descôteaux est une poétesse atypique. Un dernier souffle de la poésie classique qui tente de se relever ou de survivre ».
Récipiendaire de nombreux prix littéraires, Descôteaux est notamment lauréate de quatre mentions d'honneur (2008, 2009, 2016 et 2020) et de trois 2e prix du prestigieux concours de haïku du Mainichi au Japon (2011, 2018, 2023) en plus du prix spécial de haïku de l’Ambassade du Japon au Sénégal (2016, 2018 et 2019),,,. Descôteaux remporte également le prix spécial Europoésie au concours 2021 UNICEF pour l'ensemble de son œuvre.

## Œuvres
- La magie du cœur, Montmagny (Québec), Éditions Marquis, 1990, 135 p. (ISBN 2980215600)
- De cœur et de chair, Saint-Estève / Notre-Dame-du-Bon-Conseil, Éditions Les Presses littéraires / Éditions Touladi, coll. « Florilège », 2006 (1re éd. 2000), 47 p. / 58 p. (ISBN 9782980215650 et 9782981495129)
- Le petit bonheur (ill. Üzeyir Çayci), Berthierville, Éditions de la Tombée, 2003, 12 p. (ISBN 2-921253-27-5)
- Trios, Rouville, Les Adex, 2004, 16 p. (ISBN 2-915102-30-9)
- Averse d'étoiles, Laval / Notre-Dame-du-Bon-Conseil, Éditions Teichtner / Diane Descôteaux, 2015 (1re éd. 2005), 100 p. / 96 p. (ISBN 2-922243-14-1 et 9782981495198)
- Automne prélude : rensaku (en collaboration avec Luce Pelletier et Line Michaud), McMasterville, 2008, 32 p. (ISBN 978-2-9802156-1-2)
- L'heure du thé, Paris / Québec, Éditions Karedas / Diane Descôteaux, coll. « collection kaiseki », 2014 (1re éd. 2008), 100 p. (ISBN 978-2-910961-44-2 et 9782980215698)
- Au-delà du décor = Dincolo de decor (trad. Elisabeta Bogăţan), Saint-Nicéphore / Petrila (România), Diane Descôteaux / Editura Confluenţe, 2009, 74 p. (ISBN 978-2-9802156-4-3 et 978-973-88667-8-2)
- Haïti pour toujours – Ayiti pou toutan  (trad. du français par Elsie Suréna, édition bilingue français et créole haïtien), Saint-Nicéphore / Port-au-Prince, Diane Descôteaux / Éditions Choucoune, 2010, 162 p. (ISBN 978-2-9802156-3-6 et 978-9-9935307-9-4)
- La luciole attend la nuit pour briller (en collaboration avec Gervais de Collins Noumsi Bouopda), Paris, L'Harmattan, coll. « Lettres camerounaises », 2013, 104 p. (ISBN 9782343014012)
- À deux pas de là = Two doors down (trad. Maxianne Berger), Saint-Sauveur-des-Monts, Les Éditions de l'Interdit, 2014, 128 p. (ISBN 9782923972466)
- Sous l'influence.... (ill. Jessica Tremblay), Ottawa, Éditions des Petits nuages, 2014, 71 p. (ISBN 9781926519012)
- Le soleil contre les vitrines : tanka (en collaboration avec Mike Montreuil), Saint-Sauveur-des-Monts, Les Éditions de l'Interdit, 2015, 70 p. (ISBN 9782923972497)
- Incendie à l'ouest, Saint-Sauveur-des-Monts, Éditions du Grand ruisseau, 2016, 68 p. (ISBN 9782924470138)
- Parfois, je n'écris pas, Notre-Dame-du-Bon-Conseil, Québec, Diane Descôteaux / JEBCA éditions, 2016, 91 p. (ISBN 9781680840360, 1680840363 et 9782981627605)
- À coup d'ailes, Saint-Chéron (France), Éditions Unicité, 2017, 98 p. (ISBN 9782373551211)
- Haïku d'esprit : inédits 2002-2008, Saint-Sauveur, Éditions du Grand ruisseau, 2018, 206 p. (ISBN 9782924470237)
- Brin de paille dans les cheveux (ill. Hélène Phung, avant-propos de Claude Rodrigue), Paris, L'Harmattan, 2019, 84 p. (ISBN 9782343187099)
- Souvenir d'un instant : haïkus réalisés par des jeunes participants au camp d'été en francisation du Regroupement interculturel de Drummondville (sous la direction de Diane Descôteaux), Bon-Conseil, Diane Descôteaux, 2019, 82 p. (ISBN 9782981627636)
- Jusqu’au bout de moi (en collaboration avec Jocelyne Aquin), Ottawa, Éditions des petits nuages, 2021, 102 p. (ISBN 9781926519548)
- Maelstrøm, Saint-Sauveur, Éditions du Grand ruisseau, 2022, 123 p. (ISBN 9782924470381 et 2924470382)
- ...le chant du cygne, Saint-Sauveur, Éditions du Grand ruisseau, 2023, 120 p. (ISBN 9782924470411 et 2924470412)

## Prix et honneurs (sélection)
- 1996 - Récipiendaire : Prix de la Ville de Drummondville[24]
- 1998 - Récipiendaire : Prix Lionel-Groulx de la SSJB Centre-du-Québec[24]
- 2000 - Récipiendaire : Prix d'édition de la fondation Blanchard à Dijon[24]
- 2002 - Récipiendaire : Prix de littérature au concours Arts Excellence 2001-2002 du Conseil de culture et des communications Mauricie-Centre-du-Québec[25]
- 2004 - Récipiendaire : Prix à la création littéraire et ambassadeur aux Gal’Art[24],[26]
- 2006 - Récipiendaire : Prix de poésie bourguignon Marie Noël à Santenay en France (pour Averse d'étoiles)[27],[28]
- 2008 - Récipiendaire : Prix d’Excellence en Poésie classique de Roumanie[5]
- 2009 - Récipiendaire : Prix à la création littéraire et ambassadeur aux Gal’Art[24],[29]
- 2009 - Mentions d'honneur : Concours de haïku du Mainichi au Japon[5]
- 2009 - Récipiendaire : Prix international du haïku Marco Polo à Paris[30]
- 2009 - Prix d'honneur : Prix littéraires Naji Naaman[31]
- 2008 - Mentions d'honneur : Concours de haïku du Mainichi au Japon[24]
- 2011 - Récipiendaire : 2e prix du prestigieux concours de haïku du Mainichi au Japon[24]
- 2015 - Mentions d'honneur : Concours de haïku du Mainichi au Japon[24]
- 2015 - Récipiendaire : Troisième prix dans la catégorie « Poème court et haïku » du concours Europoésie au profit de l’UNICEF à Paris[7]
- 2016 - Mentions d'honneur : Concours de haïku du Mainichi au Japon[32]
- 2016 - Récipiendaire : Prix spécial de haïku de l’Ambassade du Japon au Sénégal[21]
- 2018 - Récipiendaire : 2e prix du prestigieux concours de haïku du Mainichi au Japon[24]
- 2018 - Récipiendaire : Prix spécial de haïku de l’Ambassade du Japon au Sénégal[21]
- 2019 - Récipiendaire : Prix spécial de haïku de l’Ambassade du Japon au Sénégal[21]
- 2021 - Récipiendaire : Prix spécial Europoésie au concours 2021 UNICEF (pour l'ensemble de son oeuvre)[23]
- 2022 - Récipiendaire : Prix Spécial pour la participation étrangère à la 34e édition du Concours de haïku de l’Ambassade du Japon au Sénégal[33]
- 2023 - Récipiendaire : 2e prix du Concours de haïku du Mainichi au Japon[34]